# Caulobacter crescentus
Caulobacter crescentus è un batterio Gram-Negativo oligotrofico ampiamente diffuso nelle acque di laghi e fiumi. Il taxon è meglio conosciuto come Caulobacter vibrioides (Henrici e Jonson 1935).

## Descrizione
Caulobacter è un importante organismo modello per lo studio della regolazione del ciclo cellulare, della divisione cellulare asimmetrica e della differenziazione cellulare. Le cellule figlie di Caulobacter presentano due forme molto diverse. Una di esse è una cellula mobile detta "sciamante" con un singolo flagello situato su un polo cellulare che fornisce motilità per chemiotassi. L'altra cellula, chiamata cellula "peduncolata", possiede una struttura a gambo di forma tubolare sporgente da un polo. Su di esso è presente una sostanza adesiva resistente, con cui la cellula può aderire alle superfici. Le cellule sciamanti si differenziano in cellule peduncolate dopo un breve periodo di motilità. La duplicazione del cromosoma e la divisione cellulare avvengono solo nello stadio peduncolato. 
Il nome crescentus deriva dalla forma a mezzaluna dovuta alla presenza della proteina crescentina.
Il suo uso come organismo modello ha avuto origine dalla biologa evolutiva Lucy Shapiro.

## Genetica
Il genoma di Caulobacter CB15 possiede 4.016.942 paia di basi racchiuse in un unico cromosoma circolare contenente 3.767 geni. Il genoma contiene molteplici gruppi di geni che codificano per proteine essenziali alla sopravvivenza in un ambiente a basso contenuto nutritivo. Tra di essi ritroviamo quelli coinvolti nella chemiotassi, nella funzione delle proteine canale esterne alla membrana, nella degradazione dei composti contenenti anelli aromatici e nella scomposizione dei composti del carbonio derivati dalle piante oltre a molti fattori sigma che agiscono fuori dalla membrana citoplasmatica, permettendo così all'organismo di rispondere ad una vasta gamma di fluttuazioni ambientali. Nel 2010 è stato sequenziato il ceppo di Caulobacter NA1000 dando la possibilità di differenziarlo dal ceppo CB15 "wild type".